# Jürgen Henn
Jürgen Henn (Viljandi, 2 de junho de 1987) é um ex-futebolista e treinador de futebol estoniano que atuava como volante. Atualmente treina a Seleção Estoniana.

## Carreira em clubes
Revelado pelo Tulevik (onde alternou entre os times principal e reserva), defendeu também Viljandi PT, Elva, Flora Tallinn e HÜJK Emmaste, onde encerrou sua carreira prematuramente em 2014, aos 27 anos. Seu único título como jogador foi a Meistriliiga de 2011, embora tivesse atuado em apenas 2 partidas na campanha.

## Seleção Estoniana
Henn disputou uma partida pela seleção Sub-21 da Estônia, em outubro de 2007, contra a Suíça

## Carreira de treinador
Antes da aposentadoria, Henn foi treinador do time Sub-19 do Flora Tallinn entre 2012 e 2013, ano em que virou auxiliar-técnico da equipe principal. Entre 2014 e 2015, comandou o Flora II em 80 partidas.
Em 2016, foi auxiliar da Seleção Estoniana Sub-21, e em janeiro de 2018 foi anunciado como novo técnico do Flora, sucedendo o neerlandês Arno Pijpers. Sob seu comando, os Triibulised venceram a Meistriliiga 4 vezes.
Em agosto de 2021, entrou para a história do futebol estoniano ao classificar o Flora para a fase de grupos da Liga Conferência Europa da UEFA de 2021–22, eliminando o Shamrock Rovers (Irlanda) por 5 a 2 no placar agregado. Em 2023, teve seu nome especulado para assumir o HJK em várias ocasiões, mas decidiu permanecer no Flora até o final de seu contrato, encerrado em dezembro de 2023 para tornar-se assistente de Thomas Häberli na Seleção Estoniana, função que exerceria até maio de 2024, quando a Associação Estoniana de Futebol anunciou que Henn seria o novo treinador dos Sinisärgid.

## Títulos

### Como jogador
Flora Tallinn
- Meistriliiga: 2011

### Como treinador
Flora Tallinn
- Meistriliiga: 2019, 2020, 2022, 2023
- Copa da Estônia: 2019–20
- Supercopa da Estônia: 2020, 2021

### Individuais
- Treinador do mês da Meistriliiga: Maio de 2018[9], Outubro de 2018[10], Março de 2019[11], Abril de 2019[12], Setembro de 2019[13], Junho de 2020[14], Julho de 2020[15], Maio de 2021[16], Novembro de 2021[17], Março de 2022[18], Abril de 2022[19], Junho/Julho de 2022[20], Maio de 2023[21]